# Darja Švajger
Darja Švajger (Maribor, 16 giugno 1965) è una cantante slovena.
Ha rappresentato la Slovenia all'Eurovision Song Contest 1995 con il brano Prisluhni mi e nuovamente all'Eurovision Song Contest 1999 con For a Thousand Years.

## Biografia
Darja Švajger ha iniziato la sua carriera come parte del gruppo Braneta Klavžarja, con cui negli anni '80 cantava canzoni popolari sloveni. Nel 1993 ha partecipato a Slovenski izbor za Pesem Evrovizije, il programma di selezione per il rappresentante sloveno all'Eurovision in occasione della prima partecipazione come stato indipendente, con il brano Naj vidimo ljudi. Si è piazzata 2ª su 12 partecipanti. Lo stesso anno ha presentato il brano Pogrešam te al festival musicale Melodije morja in sonca, dove ha vinto il premio della giuria slovena.
Nel 1995 ha partecipato nuovamente alla selezione slovena per l'Eurovision con Prisluhni mi, e questa volta è stata incoronata vincitrice dai giurati, ottenendo la possibilità di cantare alla finale dell'Eurovision Song Contest 1995 il successivo 13 maggio. Qui si è piazzata 7ª su 23 partecipanti con 84 punti totalizzati.
La cantante ha partecipato alla selezione slovena per l'Eurovision (ribattezzata in EMA) altre tre volte: nel 1997 con Vsakdanji čudeži (2º posto su 13 partecipanti), nel 1998 con Ljubezen ne odhaja (6ª posizione su 14), e nel 1999 con Še tisoč let, risultando la vincitrice per una seconda volta su 17 concorrenti. Il 29 maggio 1999 la cantante ha quindi partecipato all'Eurovision Song Contest a Gerusalemme cantando For a Thousand Years, la versione in lingua inglese della sua canzone vincitrice di EMA, dove si è classificata all'11º posto su 23 partecipanti totalizzando 50 punti. È risultata la più televotata dal pubblico della Croazia e la preferita dai giurati dell'Irlanda, dove non è stato possibile tenere un televoto.
Darja Švajger è tornata sul palco di EMA nel 2002 e nel 2015 nelle vesti di conduttrice, a fianco rispettivamente di Nuša Derenda e di Maja Keuc e Tinkara Kovač, tutte vincitrici passate della selezione.
La cantante vanta inoltre sei presenze al festival di musica popolare slovena Slovenska popevka, fra cui una vittoria nell'edizione del 2014 con Sončen dan.

## Discografia

### Album in studio
- 1994 – V objemu noči
- 1998 – Trenutki
- 1999 – Še tisoč let
- 2001 – Plameni
- 2008 – Moji obrazi

### Raccolte
- 2005 – Najlepše uspešnice

### Singoli
- 1995 – Prisluhni mi